# エイドリアン・ヴァーミュール

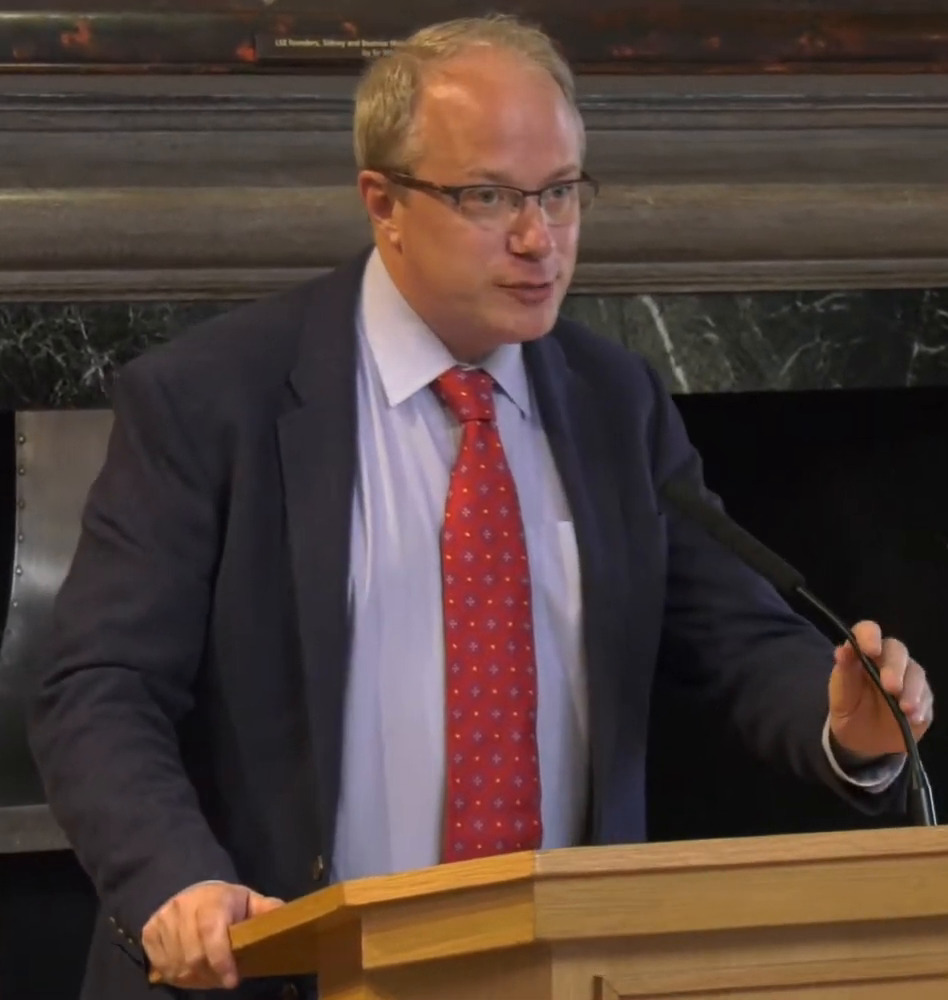
2018年撮影

コーネリアス・エイドリアン・コムストック・ヴァーミュール（Cornelius Adrian Comstock Vermeule、1968年5月2日 - ）は、アメリカの法学者。ハーバード・ロー・スクール法学教授。
書評誌『The New Rambler』共同創立者。専門は憲法学、行政法。プロテスタントからカトリックへの改宗者。

## 経歴
1968年5月2日生まれ。父のコーネリアス・クラークソン・ヴァーミュール3世は古代美術学者、ボストン美術館学芸員。母のエミリー・ヴァーミュールは西洋古典学者、考古学者、ハーバード大学教授。
1990年、ハーバード大学卒業、教養学士（A.B.）取得。1993年、ハーバード・ロー・スクール修了、法務博士（J.D.）取得。
最高裁判所アントニン・スカリア副裁判官（1994年と1995年）、コロンビア特別区巡回控訴裁判所デビッド・センテル裁判官を経て、1998年よりシカゴ大学ロー・スクールの教員。
2006年、ハーバード・ロー・スクール法学教授。2008年、同校ジョン・H・ワトソン法学教授。2016年、同校ラルフ・S・タイラー憲法教授。 
2012年、アメリカ芸術科学アカデミー会員。 
2015年、書評誌『The New Rambler』を共同創立した。
2020年7月24日、アメリカ合衆国行政会議（Administrative Conference of the United States）評議員。

## 著作

### 書籍
- Vermeule, Adrian (2006). Judging Under Uncertainty: An Institutional Theory of Legal Interpretation. Cambridge, Massachusetts: Harvard University Press.
- Vermeule, Adrian; Posner, Eric (2007). Terror in the Balance: Security, Liberty, and the Courts. Oxford: Oxford University Press.
- Vermeule, Adrian (2009). Law and the Limits of Reason. Oxford: Oxford University Press.
- Vermeule, Adrian; Posner, Eric (2010). The Executive Unbound: After the Madisonian Republic. Oxford: Oxford University Press.
- Vermeule, Adrian (2011). The System of the Constitution. Oxford: Oxford University Press.
- Vermeule, Adrian; Breyer, Stephen G.; Stewart, Richard B.; Sunstein, Cass R.; Herz, Michael (2011). Administrative Law and Regulatory Policy: Problems Text, and Cases (7th ed.). New York: Wolters Kluwer Law & Business. ISBN 9780735587441.
- Vermeule, Adrian (2014). The Constitution of Risk. Cambridge: Cambridge University Press.
  - 吉良貴之訳『リスクの立憲主義: 権力を縛るだけでなく、生かす憲法へ』（勁草書房、2019年）
- Sunstein, Cass R.; Vermeule, Adrian (2020). Law & Leviathan: Redeeming the Administrative State. Cambridge, Massachusetts: The Belknap Press of Harvard University Press.